# Милан Вукотић (фудбалер)
Милан Вукотић (Подгорица, 5. октобар 2002) црногорски је фудбалер, који игра на средини терена, а тренутно наступа за Партизан.

## Каријера
У каријери је наступао за подгоричку Будућност, загребачки Динамо, Искру из Даниловграда, Табор Сежана и Зрињски Мостар. За репрезентацију Црне Горе је одиграо 1 утакмицу (до децембра 2024).
Од 8. јануара 2025. године члан је Партизана, потписао уговор на четири и по године, и носиће дрес са бројем 11.

## Успеси
Будућност Подгорица
- Првенство Црне Горе: 2020/21.
- Куп Црне Горе: 2023/24.